# Impression d'organes

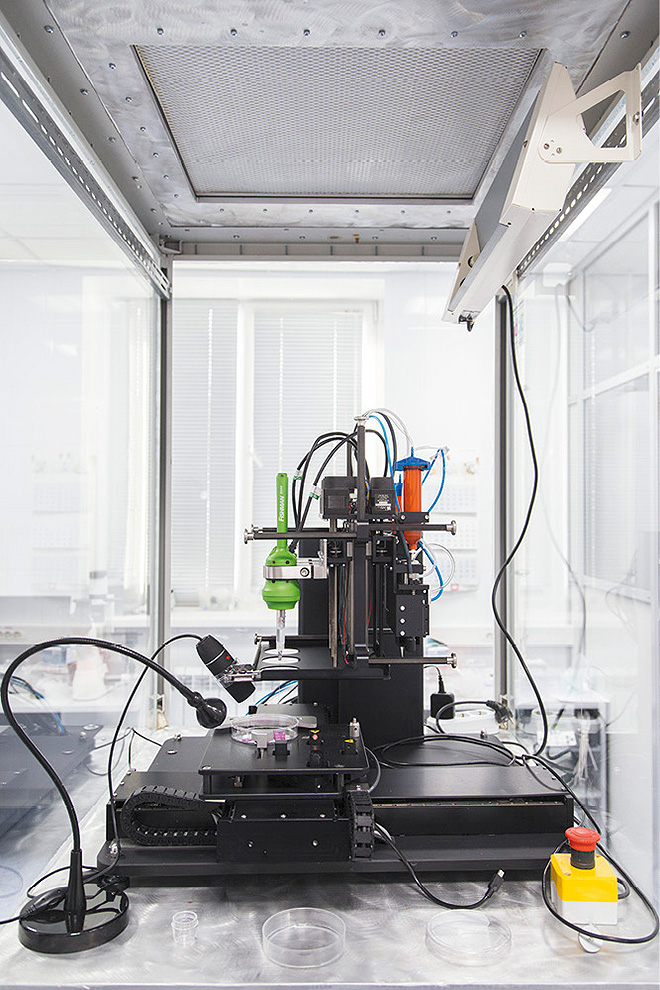
Bio-imprimante tridimensionnelle développée par la société russe 3D Bioprinting Solutions, capable d'imprimer des organes vivants.

L’impression d’organes est une technologie permettant de produire artificiellement des organes biologiques grâce aux techniques de bio-impression. L’utilisation principale des organes imprimés est la greffe. Des recherches sont actuellement menées sur des structures artificielles du cœur, des reins, du foie ainsi que sur d'autres organes majeurs. Certains organes imprimés ont déjà atteint la mise en œuvre clinique mais concernent principalement des structures creuses telles que la vessie ainsi que des structures vasculaires,.

## Historique
L'impression 3D d’organes a été pour la première fois employée en 2003 par Thomas Boland de l'Université de Clemson qui a breveté l'utilisation de l'impression de jet d'encre pour les cellules. Le procédé utilisait un système modifié pour le dépôt de cellules dans des matrices tridimensionnelles placées sur un substrat,.

## Approches
Les chercheurs ont développé différentes approches pour pouvoir produire des organes vivants de synthèse. La bio-impression 3D repose sur trois approches principales : le biomimétisme, l'auto-assemblage autonome et la construction de blocs de mini-tissus.

### Biomimétisme
La première approche de bio-impression s'appelle biomimétisme. L'objectif principal de cette approche est de créer des structures identiques aux structures naturelles. Le biomimétisme requiert une duplication de la forme, du cadre et du micro-environnement des organes et des tissus. L'application du biomimétisme en bio-impression implique la copie identique des parties cellulaires et extracellulaires des organes. Pour que cette approche soit couronnée de succès, la réplication des tissus à une échelle micrométrique est nécessaire. Ce degré de précision implique de comprendre le micro-environnement, la nature des forces biologiques, l'organisation précise des cellules, des facteurs de solubilité et la composition et structure de la matrice extracellulaire.

### Assemblage autonome
La deuxième approche utilisée en bio-impression est l'auto-assemblage autonome. Cette approche repose sur les processus physiques naturels de développement d'organes embryonnaires. Lorsque les cellules sont dans leur phase de développement précoce, elles créent leur propre bloc de construction de matrice extracellulaire, et produisent d’elles-mêmes la signalisation cellulaire appropriée et prennent l'agencement et la micro-architecture requises pour fournir les fonctions biologiques attendues. L'auto-assemblage autonome exige une connaissance des processus de développement des tissus et des organes chez l'embryon. L'auto-assemblage autonome se repose sur les capacités des cellules comme brique fondamentale de l'histogenèse. Cette technique exige donc une compréhension très approfondie des mécanismes de développement des tissus embryonnaires ainsi que des micro environnements dans lesquels croissent les tissus.

### Mini-tissu
La troisième approche de la bio-impression est une combinaison à la fois des approches de biomimétisme et d'auto-assemblage. Cette technique est désignée par « mini-tissus ». Les organes et les tissus sont composés à partir de très petits composants fonctionnels. L'approche des mini-tissus consiste à prendre ces petits morceaux et à les organiser dans une structure plus vaste. Cette approche utilise deux stratégies différentes. La première stratégie consiste à utiliser des sphères cellulaires auto-assemblées dans de grands tissus à l'échelle, en utilisant des modèles naturels comme guide. La deuxième stratégie consiste à concevoir des reproductions précises et de haute qualité d'un tissu et à leur permettre de se monter automatiquement dans de grands tissus fonctionnels à l'échelle. Le mélange de ces stratégies est nécessaire pour imprimer une structure biologique tridimensionnelle complexe.
L’impression d’organe a un grand potentiel pour les technologies NBIC (nano, bio, info et cognitive) pour faire progresser la médecine et les procédures chirurgicales, pour gagner du temps, réduire les coûts et créer de nouvelles opportunités pour les patients et les professionnels de la santé,.